# Joseph Badger
Pour les articles homonymes, voir Badger.
Joseph Badger, né vers 1707 à Charlestown dans le Massachusetts et mort en mai 1765 à Boston, est un peintre américain spécialisé dans les portraits. Il peignit quelque 80 tableaux de marchands, hommes d'affaires, religieux et notables de la ville.